# Gaseosa

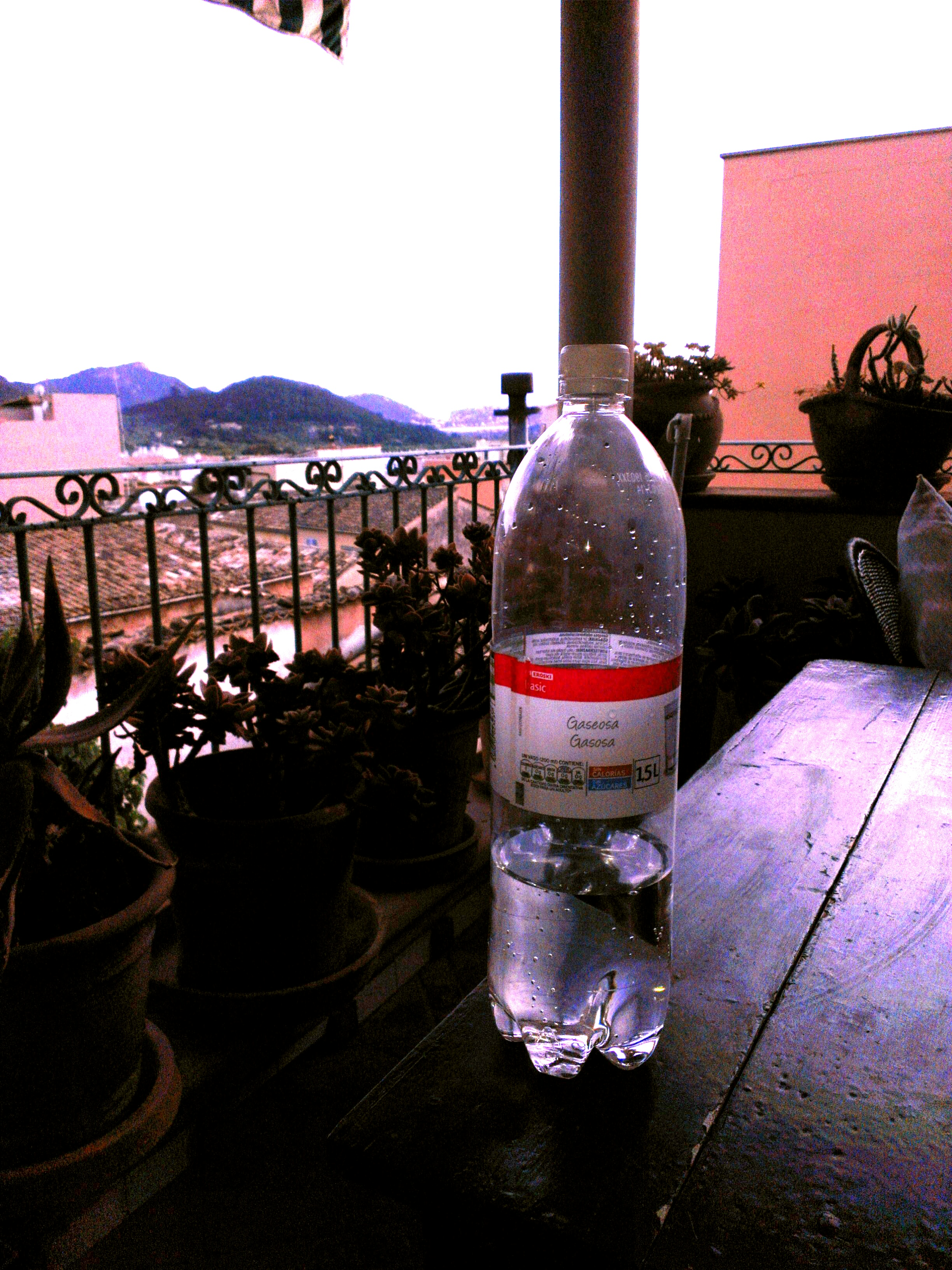
Gaseosa

Gaseosa (span. für „die Gashaltige“) ist eine klare, gesüßte, kohlensäurehaltige Zitronenlimonade aus Spanien. 
Die Gaseosa hat einen nur leichten
Zitronengeschmack und stellt in etwa einen Mittelweg zwischen einem Mineralwasser und einer Zitronenlimonade dar. Gaseosa wird ungemischt getrunken, aber auch zum Mischen mit Bier (ähnlich dem Alster oder Radler) oder Wein (Tinto de verano) verwendet.
Die bekannteste Gaseosa-Marke in Spanien ist La Casera.